# Tizian Feldbusch
Tizian „tiziaN“ Feldbusch (* 15. Juni 1996 in Lich) ist ein ehemaliger deutscher E-Sportler in der Disziplin Counter-Strike: Global Offensive.

## Karriere
Feldbusch startete seine Karriere im Jahr 2012 bei der deutschen Multigaming-Organisation dotpiXels e.V. Internationale Bekanntheit erreichte er während seines Aufenthalts bei der deutschen E-Sport-Organisation mousesports. Mit mousesports spielte er im EMS One Katowice 2014 sein erstes Major-Turnier, welches er auf dem 13.–16. Rang beendete.
Nachdem er von 2016 bis 2018 bei Alternate Attax spielte und unter anderem zwei Mal die deutsche Meisterschaft in Counter Strike: Global Offensive gewinnen konnte, wechselte er zum deutschen Clan Berlin International Gaming. Angeblich war dieser Transfer der teuerste der deutschen CS:GO-Szene. Mit dem Team Berlin International Gaming konnte er bei der ESL One Cologne 2018, einem der wichtigsten Turniere des Jahres, den zweiten Platz erreichen. Zudem erreichte er das Viertelfinale im Faceit Major: London 2018. 2019 spielte er mit dem IEM Major: Katowice 2019 sein drittes Major-Turnier.
2020 gewann Feldbusch die DreamHack Open Leipzig 2020, die DreamHack Masters Spring 2020: Europe, die cs_summit 6 Online: Europe und die DreamHack Open Summer 2020: Europe. Überdies erzielte er den dritten Rang im Blast Premier: Fall 2020 und erreichte das Halbfinale in der Intel Extreme Masters XV - Global Challenge. Im gleichen Jahr erreichte er mit Berlin International Gaming den ersten Platz der ESL- und HLTV-Weltrangliste. Berlin International Gaming ist das erste deutsche Team, welches diesen Platz erreichte. Er wurde von 99Damage.de zum drittbesten deutschen Spieler des Jahres 2020 gekürt.
2021 gewann er das Funspark Ulti 2020. Zudem erreichte er den zweiten Platz in der DreamHack Open November 2021 und das Halbfinale im V4 Future Sports Festival 2021. Im folgenden Jahr siegte er im Roobet Cup und er erzielte das Halbfinale im Funspark Ulti 2021, in der IEM Dallas und im Pinnacle Cup. Im August wurde er aus der aktiven Aufstellung von Berlin International Gaming genommen und durch Nils Gruhne ersetzt.
Im Juli 2023 wechselte er zur tschechischen Organisation Entropiq. Im Juli 2024 wurde er auf die Bank gesetzt. Gegen Ende des Jahres spielte er einige Turniere für Revenant Esports. Am 23. April 2025 verkündete er sein Karriereende.
Das Preisgeld, welches Feldbusch in seiner Karriere ansammeln konnte, beträgt circa 335.000 US-Dollar.

## Erfolge
| Jahr | Platz   | Turnier                                     | Team                        | Persönliches Preisgeld |
| ---- | ------- | ------------------------------------------- | --------------------------- | ---------------------- |
| 2013 | 2.      | ESL Pro Series Germany: Spring 2013         | dotpiXels e.V.              | 0500 €                 |
| 2013 | 1.      | ESL Pro Series Germany: Winter 2013         | mousesports                 | 0800 €                 |
| 2016 | 1.      | eSports World Convention 2016               | Alternate Attax             | 04.000 $               |
| 2016 | 1.      | ESL Meisterschaft: Winter 2016              | Alternate Attax             | 01.500 €               |
| 2017 | 1.      | ESL Meisterschaft: Winter 2017              | Alternate Attax             | 02.000 €               |
| 2018 | 2.      | ESL One Cologne 2018                        | Berlin International Gaming | 010.000 $              |
| 2018 | 5. – 8. | Faceit Major: London 2018                   | Berlin International Gaming | 07.000 $               |
| 2020 | 1.      | DreamHack Open Leipzig 2020                 | Berlin International Gaming | 010.000 $              |
| 2020 | 1.      | DreamHack Masters Spring 2020: Europe       | Berlin International Gaming | 010.800 $              |
| 2020 | 1.      | cs_summit 6 Online: Europe                  | Berlin International Gaming | 02.000 $               |
| 2020 | 2.      | DreamHack Open Summer 2020: Europe          | Berlin International Gaming | 07.000 $               |
| 2020 | 3.      | Blast Premier: Fall 2020                    | Berlin International Gaming | 08.000 $               |
| 2020 | 3. – 4. | Intel Extreme Masters XV - Global Challenge | Berlin International Gaming | 010.000 $              |
| 2021 | 3. – 4. | DreamHack Open January 2021: Europe         | Berlin International Gaming | 01.200 $               |
| 2021 | 1. – 3. | Blast Premier: Spring Groups 2021           | Berlin International Gaming | 05.000 $               |
| 2021 | 1.      | Funspark Ulti 2020                          | Berlin International Gaming | 030.000 $              |
| 2021 | 2.      | DreamHack Open November 2021                | Berlin International Gaming | 04.000 $               |
| 2021 | 3. – 4. | V4 Future Sports Festival - Budapest 2021   | Berlin International Gaming | 04.000 €               |
| 2022 | 3.      | Funspark Ulti 2021                          | Berlin International Gaming | 03.000 $               |
| 2022 | 3. – 4. | Intel Extreme Masters XVII - Dallas         | Berlin International Gaming | 04.000 $               |
| 2022 | 3.      | Pinnacle Cup Championship                   | Berlin International Gaming | 07.000 $               |
| 2022 | 1.      | Roobet Cup                                  | Berlin International Gaming | 025.000 $              |